# Brytyjskie okręty podwodne typu R
Brytyjskie okręty podwodne typu R – seria 12 okrętów podwodnych zbudowanych na zamówienie Royal Navy w końcowym okresie I wojny światowej. Były to pierwsze okręty podwodne zaprojektowane specjalnie do polowania na okręty podwodne nieprzyjaciela, a także pierwsze okręty podwodne z hydrodynamicznie zoptymalizowanym kadłubem pozwalającym im na osiągnięcie większej szybkości pod wodą niż na powierzchni.
Okręty podwodne typu R weszły do służby zbyt późno, by mieć znaczący wpływ na przebieg działań wojennych, a ich skuteczność była ograniczona z powodu niedoskonałych jeszcze wówczas technologii wykrywania okrętów podwodnych. Większość okrętów została złomowana tuż po zakończeniu I wojny światowej.

## Tło historyczne
Począwszy od 1917 brytyjskie okręty podwodne były coraz częściej używane do zwalczania okrętów podwodnych, patrolując rejony w których często działały niemieckie U-Booty. Pływając na głębokości peryskopowej, okręty brytyjskie prowadziły działania poszukując płynących na powierzchni okrętów niemieckich celem zatopienia ich salwą torped. Taktyka czyhania na wynurzone U-Booty wiązała się z faktem, że aż do końcowego okresu II wojny światowej większość okrętów podwodnych zazwyczaj działała na powierzchni morza, zanurzając się tylko celem wykonania ataku bądź ucieczki. Brytyjska taktyka nie była zbytnio skuteczna w związku z ograniczonymi możliwościami ówczesnych okrętów podwodnych, które miały znacznie niższą prędkość podwodną niż nawodną oraz bardzo krótki zasięg podwodny. W maju 1917, Eustace Tennyson d’Eyncourt (ówczesny Director of Naval Construction) zaproponował budowę nowej klasy okrętów podwodnych, osiągających dużą prędkość podwodną, których zadaniem miało być przede wszystkim polowanie na okręty podwodne przeciwnika. Okręty te były określane mianem anti-submarine submarine i submarine destroyer of submarines, współcześnie okręty podwodne tego typu znane ją jako hunter-killer („myśliwskie okręty podwodne”).
Zaprojektowanie i akceptacja rewolucyjnego projektu pierwszych „podwodnych myśliwców” trwała sześć miesięcy i zamówienie na budowę 12 okrętów tego typu zostało złożone w listopadzie 1917.

## Opis konstrukcji

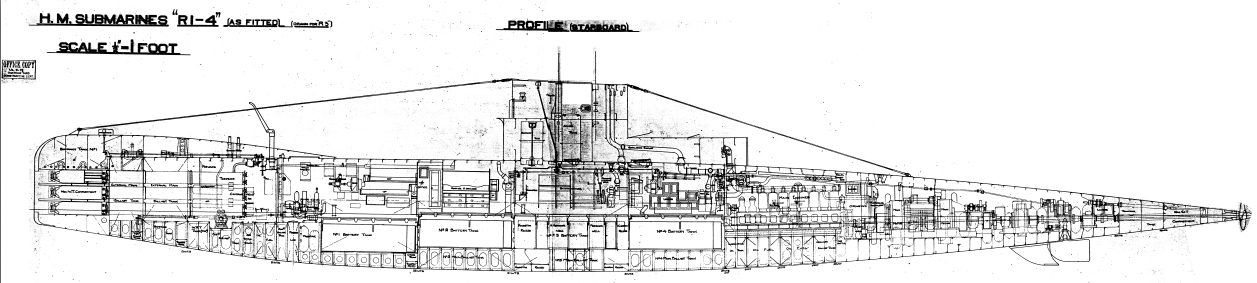
Przekrój wzdłużny okrętu klasy R; zwraca uwagę kroplowy kształt kadłuba

Okręty typu R były jedynymi okrętami podwodnymi z okresu I wojny światowej zaprojektowanymi specjalnie do polowania na wrogie okręty podwodne. Podstawowym priorytetem projektu, któremu zostały podporządkowane wszystkie inne cechy okrętu, było nadanie mu maksymalnej prędkości podwodnej. Kadłub okrętu został zoptymalizowany hydrodynamicznie, był bardzo opływowy, bez zbędnych, wystających części zakłócających opływ wody, przypominające współczesne kadłuby typu „kropla wody” (np. kadłub typu Albacore). Zapas wyporności kadłuba wynosił ponad 23%, znacznie więcej niż niecałe 17% najpopularniejszego brytyjskiego typu H.
Okręty miały pojedynczy kadłub ciśnieniowy, wszystkie zbiorniki balastowe znajdowały się wewnątrz kadłuba. Maszynownia zajmowała 35% kadłuba. Napęd na powierzchni zapewniał 8-cylindrowy silnik wysokoprężny o mocy maksymalnej 480KM. Ten sam silnik używany był do ładowania akumulatorów. Silniki pochodziły z zakładów Ruston & Hornsby, North British Diesel Engine and Co. oraz HM Dockyard w Chatham.
Napęd podwodny stanowiły dwa silniki elektryczne o łącznej mocy 1200KM. Energię do silników dostarczała bateria 220 akumulatorów. Akumulatory były tego samego typu, jakie były używane przez okręty podwodne typu J.  Silniki napędzały pojedynczą śrubę.
Na uzbrojenie okrętów wybrano 18-calowe torpedy (mniejsze od częściej używanych 20- i 21-calowych) co pozwoliło na umieszczenie aż sześciu wyrzutni w dziobie okrętu. Przy polowaniu na U-Booty za najważniejsze uważano wystrzelenie dużej salwy torpedowej, podczas gdy duży zasięg czy wielkość głowicy bojowej miała znaczenie drugorzędne. Według oryginalnego projektu, okręty miały siedem torped (sześć w wyrzutniach i jedną zapasową). W czasie wojny okręty zazwyczaj miały na pokładzie sześć zapasowych torped kosztem miejsca dla jednego marynarza.
Typ R nie był wyposażony w żadne uzbrojenie artyleryjskie, według niektórych źródeł początkowo planowano go jednak uzbroić w pojedynczą armatę 4-calową (102 mm).
Oprócz peryskopów, okręty podwodne typu R wyposażone były w pięć szumonamierników do poszukiwania wrogich okrętów podwodnych.
Załogę okrętu stanowiło dwóch oficerów i 20 marynarzy.

## Lista okrętów typuR
| Nazwa     | Stocznia                                 | Położenie stępki    | Wodowanie                 | Wejście do służby         | Sprzedaż na złom      | Uwagi                                    |
| --------- | ---------------------------------------- | ------------------- | ------------------------- | ------------------------- | --------------------- | ---------------------------------------- |
| HMS „R1”  | HM Dockyard, Chatham                     | 4 lutego 1917(dts)  | 25 kwietnia 1918(dts)     | 14 października 1918(dts) | 20 stycznia 1923(dts) |                                          |
| HMS „R2”  | HM Dockyard, Chatham                     | 4 lutego 1917(dts)  | 25 kwietnia 1918(dts)     | 14 października 1918(dts) | 21 lutego 1923(dts)   |                                          |
| HMS „R3”  | HM Dockyard, Chatham                     | 4 lutego 1917(dts)  | 8 czerwca 1918(dts)       | 17 marca 1919(dts)        | 21 marca 1923(dts)    | Wycofany ze służby już we wrześniu 1919  |
| HMS „R4”  | HM Dockyard, Chatham                     | 4 lutego 1917(dts)  | 8 czerwca 1918(dts)       | 23 sierpnia 1919(dts)     | 26 maja 1934(dts)     | Służył do ćwiczeń ASW                    |
| HMS „R5”  | HM Dockyard, Pembroke Dock               | marzec 1918         |                           |                           |                       | Niedokończono budowy, kontrakt anulowano |
| HMS „R6”  | HM Dockyard, Pembroke Dock               | marzec 1918         |                           |                           |                       | Niedokończono budowy, kontrakt anulowano |
| HMS „R7”  | Vickers, Barrow-in-Furness               | listopad 1917       | 14 maja 1918(dts)         | 29 czerwca 1919(dts)      | 21 lutego 1923(dts)   |                                          |
| HMS „R8”  | Vickers, Barrow-in-Furness               | listopad 1917       | 28 czerwca 1918(dts)      | 26 lipca 1919(dts)        | 21 lutego 1923(dts)   |                                          |
| HMS „R9”  | Armstrong Whitworth, Newcastle upon Tyne | listopad 1917       | 28 czerwca 1918(dts)      | 26 lipca 1919(dts)        | 21 lutego 1923(dts)   |                                          |
| HMS „R10” | Armstrong Whithorth, Newcastle upon Tyne | 7 grudnia 1917(dts) | 15 października 1918(dts) | 12 kwietnia 1919(dts)     | 19 lutego 1929(dts)   |                                          |
| HMS „R11” | Cammell Laird, Birkenhead                | grudzień 1917       | 16 marca 1918(dts)        | 8 sierpnia 1918(dts)      | 21 lutego 1923(dts)   |                                          |
| HMS „R12” | Cammell Laird, Birkenhead                | grudzień 1917       | 9 kwietnia 1918(dts)      | 29 października 1918(dts) | 21 lutego 1923(dts)   |                                          |

## Służba

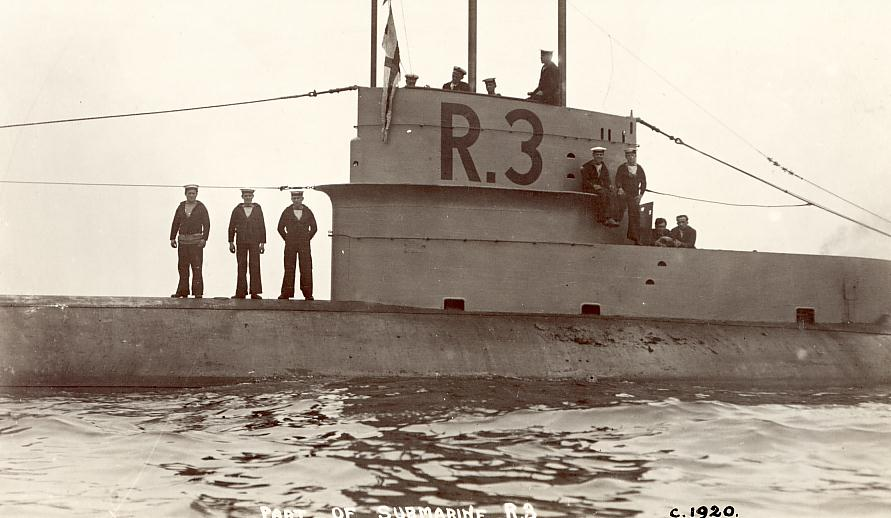
„R3” na powierzchni

W służbie okręty okazały się nielubiane przez załogi i charakteryzowały się kiepską dzielnością morską na powierzchni. Użyty w nich silnik wysokoprężny miał zbyt małą moc, aby zapewnić okrętom dobrą prędkość nawodną i równocześnie ładować ich akumulatory. Okręty zazwyczaj ładowały akumulatory w porcie. Okręty były także bardzo trudne do sterowania pod wodą, szczególnie przy maksymalnej prędkości.
W momencie zakończenia I wojny światowej, w aktywnej służbie było sześć okrętów typu R – „R1” i „R2” stanowiły część 14 Flotylli w Blyth, „R7”, „R8”, „R11” i „R12” stacjonowały w Killybegs.
W czasie wojny tylko jeden okręt tego typu, „R7”, miał okazję zaatakowania nieprzyjacielskiego U-Boota. Okręt wystrzelił pełną salwę sześciu torped, jednak bez rezultatu – według niektórych źródeł wszystkie torpedy chybiły, według innych – jedna trafiła w cel, ale nie wybuchła.

## Ocena okrętów
Sama koncepcja okrętów typu R została opisana jako „rewolucyjna”, „fantastyczna”, „wyprzedzająca epokę”. Krytykowano jednak ich krótki zasięg podwodny, a także niewydajne ówczesne sensory oraz bardzo złą dzielność morską na powierzchni.
Były to pierwsze okręty podwodne zaprojektowane specjalnie do zwalczania okrętów podwodnych nieprzyjaciela, następne okręty bazujące na podobnym koncepcie zostały zaprojektowane i wybudowane dopiero pod koniec lat 1940. w ramach amerykańskiego programu SSK (USS „Tang”).
Okręty tego typu ustanowiły podwodny rekord prędkości, wynoszący 15 węzłów, który został pobity dopiero w 1938 przez japoński, eksperymentalny okręt podwodny „Numer 71”.